# Гітмен
Гітмен (нід. Giethmen) — селище в нідерландській провінції Оверейсел. Входить до муніципалітету Оммен.
Його площа становить 7,61 км², а населення станом на 2021 рік складало 225 осіб.

## Галерея

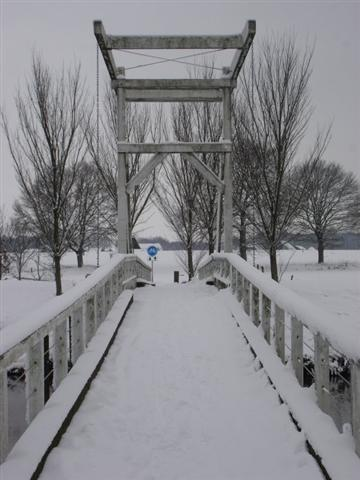
Міст у Гітмені